# 中国驻宿务总领事馆
中华人民共和国驻宿务总领事馆，简称中国驻宿务总领事馆，是中华人民共和国派驻菲律宾宿务省宿务市的最高级别外交机构。领区包括比利兰省、莱特省、北萨马省、萨马省、东萨马省、南莱特省、锡基霍尔省、伊洛伊洛省、东内格罗省、西内格罗省、薄荷省、宿务省。